# Bill Harvell
William Gladstone Harvell, detto Bill (Aldershot, 25 settembre 1907 – Portsmouth, 13 maggio 1985), è stato un pistard britannico.

## Palmarès
- Giochi olimpici

Los Angeles 1932: bronzo nell'inseguimento a squadre.